# Беренгер-Рамон II
Беренгер-Рамон II  (*Ramon Berenguer II , 1053 або 1054 —1097 або 1099) — граф Барселони, Жирони і Осони у 1076—1097 роках. Прізвисько — Братовбивця (el Fratricida).

## Біографія

### Правління з братом
Походив з Барселонської династії. Син Рамона-Беренгера I, графа Барселони, Жирони і Осони, та Альмодіс дела Марка. Був братом-близнюком Рамона-Беренгера II.
Після смерті Рамона-Беренгера I обидва його сини-близнюки повинні були спільно правити Барселоною. Згідно із заповітом брати повинні були порівну розділити всю власність, все замки і землі, всі кораблі, як були, так і побудовані в майбутньому. Кожен з братів повинен був шість місяців в році жити в графському палаці, а потім поступатися місцем іншому. Лише доходи від надходження податків залишалися неподільними і надходили в загальну графську скарбницю.
У Беренгера-Рамона II з Рамоном-Беренгером II відразу почалася ворожнеча. У 1077 році папа римський Григорій VII спрямував свого легата Амата де Олорона щодо замирення братів. Також Рамон-Беренгера і Беренгер-Рамон повинні були разом взяти участь в хрестовому поході, який, втім, не відбувся. У 1079 році скориставшись ворожнечею між еміратами Сарагоси і Леріди, Беренгер-Рамон II разом з братом захопив Сідамон і Торрегроссу, Барберу дела Конку, Л'Асплугу.
Під час приготування до походу у 1081 року до Барселони прибув Сід Кампеадор, втім його пропозицію про співпрацю не було прийнято, і він вступив на службу до еміра Сарагоси, в той час як брати уклали союз з аль-Мунзиром, володарем тайфи Леріда. У 1082 році барселонські війська зазнали поразки у битві при Альменарі.
Наприкінці 1082 року під час полювання в лісі Перча-дель-Астор Рамона-Беренгера II було вбито невідомими людьми. Підозра в організації вбивства впала на Беренгера-Рамона II, який дістав у народі прізвисько «Братовбивця».

### Правління з небожем
Беренгер-Рамон II протягом 1082—1086 років був одноосібним володарем. У травні 1085 року відбулися збори знаті, на яких змушено було Беренгера-Рамона II поділити владу. У червні 1086 року під тиском каталонської знаті він остаточно вимушений був визнати небожа Рамона-Беренгера III своїм співволодарем. При цьому погодився не брати шлюб, щоб згодом владу повністю перебрав небіж. За однією з версій вимушений був розлучитися з вагітною дружиною — донькою Понса де Геводан, яку відправив до Руссильону. Але достеменного підтвердження цьому немає.
У 1087 році вступив в союз з Арменголєм IV, графом Уржелєм, аль-Мундіром, еміром Леріди, та Санчо I, королем Арагону, з метою завоювання Валенсії. Спочатку коаліції вдалося завоювати фортецю Мурвіедро, потім завдано поразки військам аль-Кадіра, володаря Валенсії, у битві при Хатіва, після чого було взято в облогу Валенсію. Втім внаслідок атаки еміра Сарагоси на володіння союзників Беренгера-Рамона II. Тому останньому не вдалося захопити Валенсію.
У 1088 році нова спроба захопити Валенсію була невдалою через спротив Сіда Кампеадора. Але у 1089 році Беренгера-Рамон II зайняв Рекену. Того ж року отримав згоду на утворення архієпископства в Таррагоні, на що отримав згоду папи римського. Першим архієпископом у 1091 році став Беренгер-Суніфред, єпископ Віка.
У 1090 році він в союзі з еміром Леріди рушив проти Сіда Кампеадора, але зазнав нищівної поразки у битві при Пінар-де-Тевар, потрапивши в полон. Тут Беренгер-Рамон II уклав мирний договір з Кампеадором, домовившись про шлюб доньки Сіда з небожем графа Барселони. У 1092 році за допомогою Генуезької республіки та Арагону зайняв Тортосу, але незабаром маври її відвоювали.
У 1095 і 1097 роках здійснив спробу захопити Тортосу і Ампосту, проте не досяг успіху. Це остаточно підірвало авторитет Беренгера-Рамона II. Каталонська знать звинуватила Беренгера-Рамона II перед Альфонсо VI, королем Кастилії і Леону, у вбивстві брата. 1097 року відбувся судовий поєдинок, який Беренгера-Рамон II програв. Після цього він вирушив до Єрусалима: чи то як звичайний прочанин, чи то як учасник Першого хрестового походу, під час якого загинув у 1097 або 1099 році.